# To the Night
To the Night ist ein österreichisch-US-amerikanischer Spielfilm des Regisseurs und Drehbuchautors Peter Brunner aus dem Jahr 2018 mit Caleb Landry Jones, Eléonore Hendricks und Christos Haas. Premiere war am 5. Juli 2018 auf dem Internationalen Filmfestival Karlovy Vary, wo der Film im Hauptwettbewerb gezeigt wurde und für den Kristallglobus nominiert war. Die Österreich-Premiere erfolgte am 21. März 2019 am Filmfestival Diagonale, der österreichische Kinostart am 14. Juni 2019. Im ORF wurde der Film erstmals am 6. Juli 2021 ausgestrahlt.

## Handlung
Norman ist Überlebender eines Brandunfalls, bei dem seine Eltern ums Leben kamen, als er noch ein Kind war. Seitdem kämpft er mit Schuldgefühlen. Mit seiner Freundin Penelope und seinem acht Monate alten Sohn Caleb versucht sich Norman ein normales Leben aufzubauen und eine Familie zu gründen, die er als Kind selbst nicht hatte.
Eines Nachts holt ihn die Vergangenheit wieder ein, als er den blinden Andi, seinen besten Freund, aus einer brennenden Wohnung retten muss. Dieses Ereignis ruft die Erinnerung an den Vorfall seiner Kindheit hervor.

## Produktion
Die Dreharbeiten fanden von September bis Oktober 2016 statt, gedreht wurde in New York City. Unterstützt wurde der Film vom Österreichischen Filminstitut, beteiligt war der Österreichische Rundfunk. Produziert wurde der Film von der österreichischen FreibeuterFilm, Koproduzenten waren die  US-amerikanische Loveless und die österreichische Ulrich Seidl Film Produktion.
Für den Ton zeichneten Michael Moote und YongSoo Lee verantwortlich, für das Sounddesign Stefan Rosensprung, Philip Waldenberger und Manuel Grandpierre, für das Kostümbild Rachel Dainer-Best und für das Szenenbild Katie Hickmann.

## Rezeption
Oezguer Anil schrieb auf film.at, dass der Film kein klassisches Drama sei, sondern sich sehr stark auf die explosiven Emotionen der Schauspieler und weniger auf eine klar strukturierte Handlung konzentrieren würde. Durch die hohe Intensität gäbe es kaum einen Augenblick zum Durchschnaufen, die Figuren würden sich ununterbrochen anbrüllen, weshalb es mit der Zeit schwer würde, sich auf ihre Gefühlslagen einzulassen. Die Anfangs noch berührenden Momente nehmen manische Auswüchse an, deren Motivation sich einem nicht auf den ersten Blick erschließen würden.
Elli Leeb vergab auf Film plus Kritik 7 von 10 Punkten und zeigte sich durchaus angetan, sah aber auch Probleme: "Trotz des Einsatzes dieser „assoziativen Bilder“, die zwar ein ästhetisches Erlebnis sind, ist es schwer, wirklich in den Film einzutauchen und einen Zugang zu finden. So ist „To the Night“ ein Film über die Verzweiflung, die Hoffnung und das tagtägliche Scheitern geworden, der aber nur bedingt so funktioniert, wie wohl vom Regisseur intendiert."

## Auszeichnungen und Nominierungen
- 2018: Internationales Filmfestival Karlovy Vary – Nominierung für den Kristallglobus[2]
- 2018: Bolzano Film Festival Bozen 2018 – True Colors International Distribution Prize[2]
- 2018: Internationale Hofer Filmtage – Nominierung für den Spezialpreis der Stadt Hof[2]
- 2019: Pendance Film Festival 2019 – Best Director Award[8]
- 2020: Österreichischer Filmpreis  – Nominierung in der Kategorie Bester Schnitt (Peter Brunner)[9]
- 2020: Schnitt-Preis – Nominierung für den Filmstiftung NRW Schnitt Preis Spielfilm (Peter Brunner)[10]